# Zoo d’Amiens
Koordinaten: 49° 53′ 59,5″ N, 2° 16′ 39,1″ O
Der Zoo d’Amiens, zuweilen auch Zoo Amiens Métropole genannt, ist ein Zoo, der sich in der französischen Stadt Amiens im Département Somme in der Region Hauts-de-France befindet. Er ist bei der European Association of Zoos and Aquaria (EAZA) sowie der Association Française des Parcs Zoologiques (AFdPZ) akkreditiert. Im Jahr 2022 besuchten rund 232.000 Personen den Zoo.

## Geschichte
Im Jahr 1949 wurde von der Gemeinde Amiens angeregt, für die Stadt einen Tierpark anzulegen. Dieser wurde auf dem Gelände des damaligen Botanischen Gartens gebaut und am 22. Mai 1952 eröffnet. Zunächst wurden Tiere aus anderen Zoos und auch Wildfänge gezeigt. Inzwischen wird jedoch auf die Entnahme von Tieren aus der Wildnis gänzlich verzichtet.
1998 wurde der Zoo wegen umfangreicher Renovierungsmaßnahmen geschlossen und am 25. Mai 1999 wiedereröffnet. Der Zoo versteht sich als wichtige Instanz bei der Erhaltung der biologischen Vielfalt, führt zahlreiche Schutzprogramme durch, die zur Erforschung gefährdeter Arten beitragen, und sensibilisiert die Menschen für die Umweltprobleme auf der Erde. Von Jahr zu Jahr werden im Zoo Umbau- und Erweiterungsmaßnahmen durchgeführt. Beispielsweise eröffnete 2021 ein Vivarium. 2025 ist eine Neugestaltung des Eingangsbereiches vorgesehen, 2026 die Eröffnung einer afrikanischen Savannenlandschaft.

## Anlagenkonzept und Tierbestand
Im Zoo d’Amiens werden rund 700 Tiere mit etwas über 100 Arten auf einem ca. 7,0 Hektar großen Gelände gehalten. Es werden Säugetiere, Vögel, Reptilien, Amphibien, Fische, und Gliederfüßer aller Kontinente gezeigt. Die meisten Tiere im Zoo von Amiens stammen aus anderen europäischen Zoos, manchmal auch aus Übersee. Die Übertragung der am stärksten gefährdeten Arten erfolgt im Rahmen internationaler Naturschutzprogramme innerhalb der EAZA auf Empfehlung eines Koordinators. Eine kleine Anzahl der Individuen wurden Opfer von Wilderei, wurden illegal gehalten oder vom Zoll beschlagnahmt und dem Zoo anvertraut.  Bevor sie in den Zoo aufgenommen werden können, durchlaufen diese Tiere eine Quarantäne. Die Lebensräume sind so angelegt, dass die natürlichen Fähigkeiten jeder Art weitgehend berücksichtigt sind. 2019 wurde eine Anlage für Tiger eröffnet. Primaten auf der Île aux singes und Raubtiere zählen zu den Schwerpunkten bei den gezeigten Tieren.

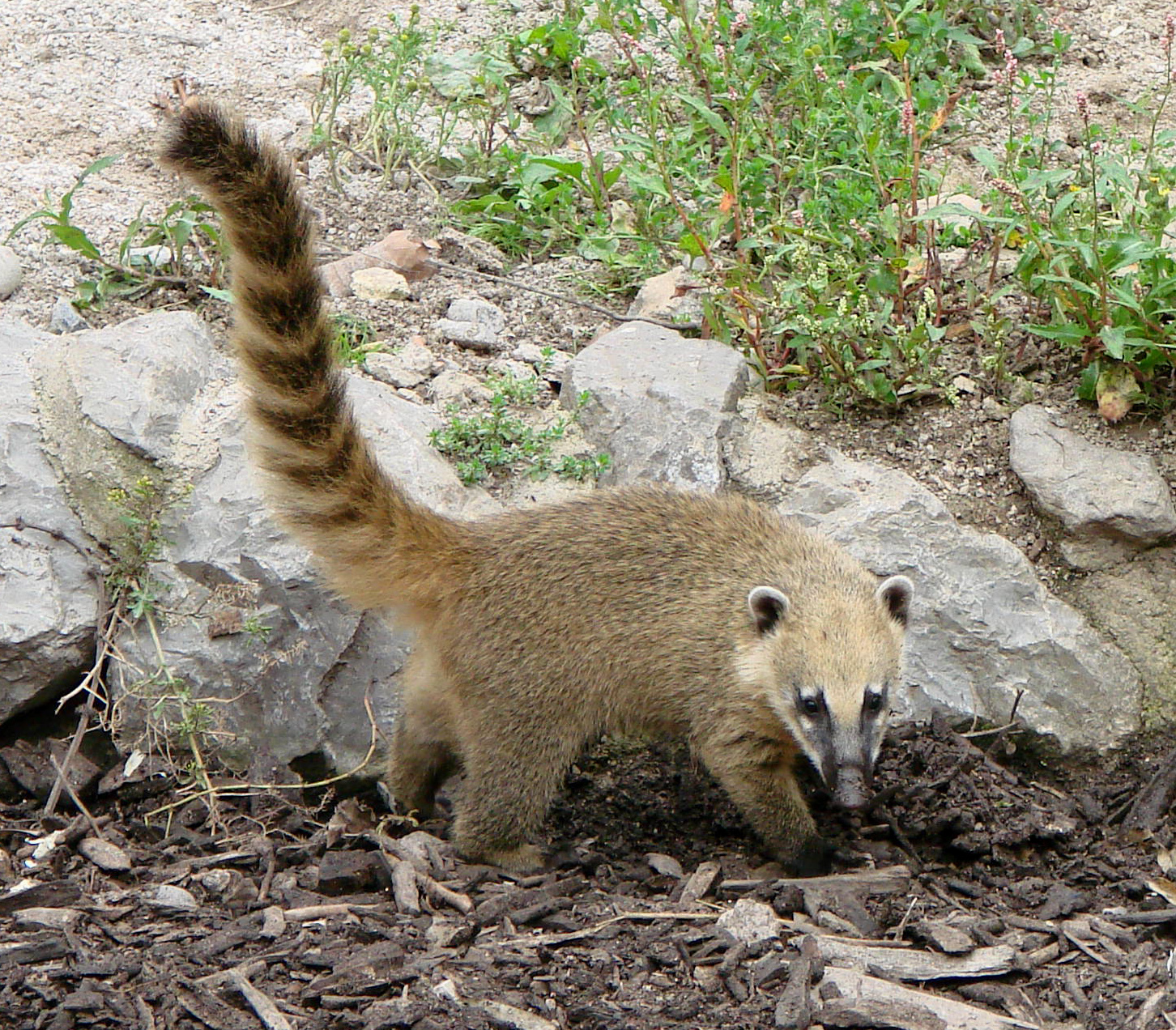
Südamerikanischer Nasenbär
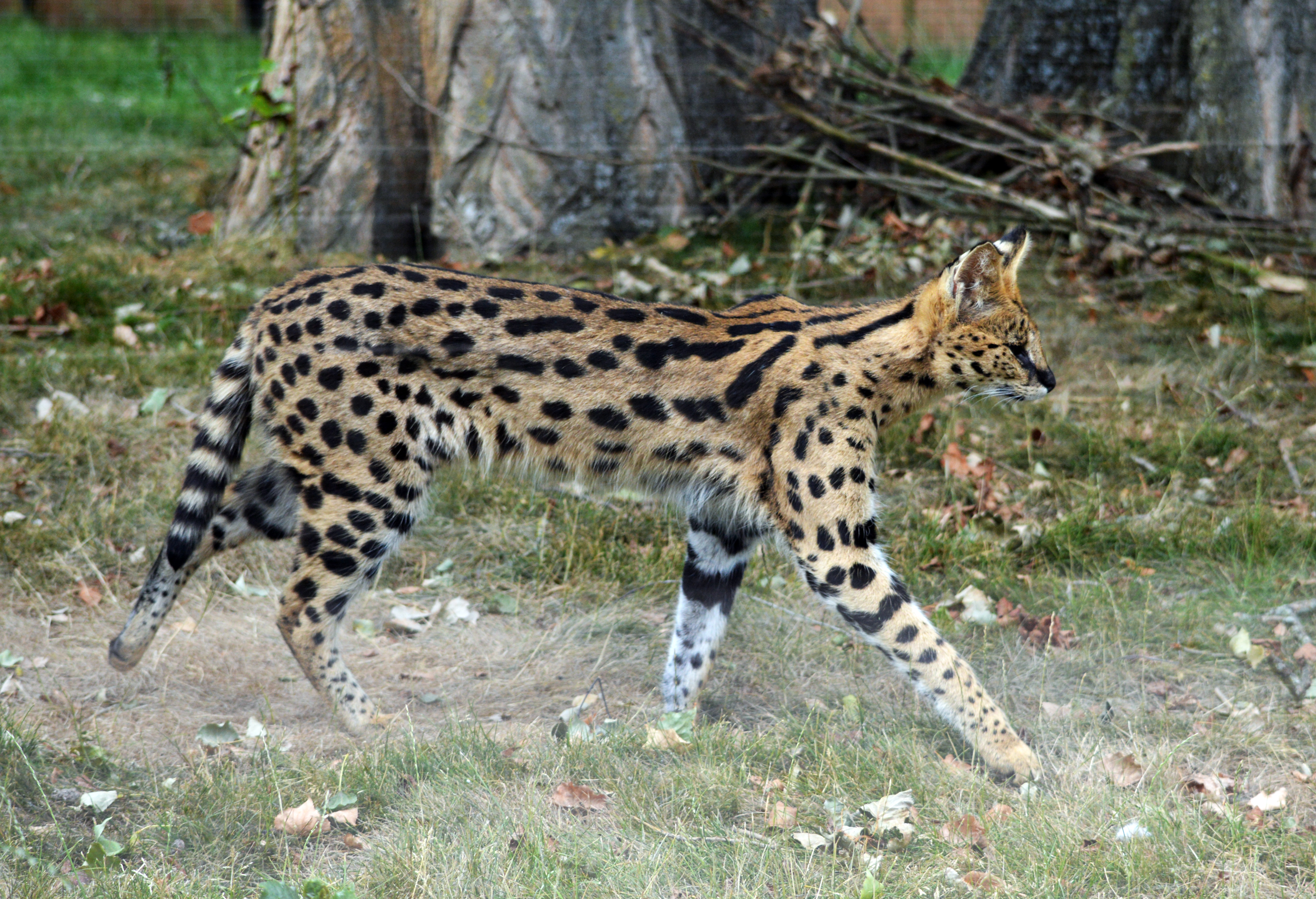
Serval
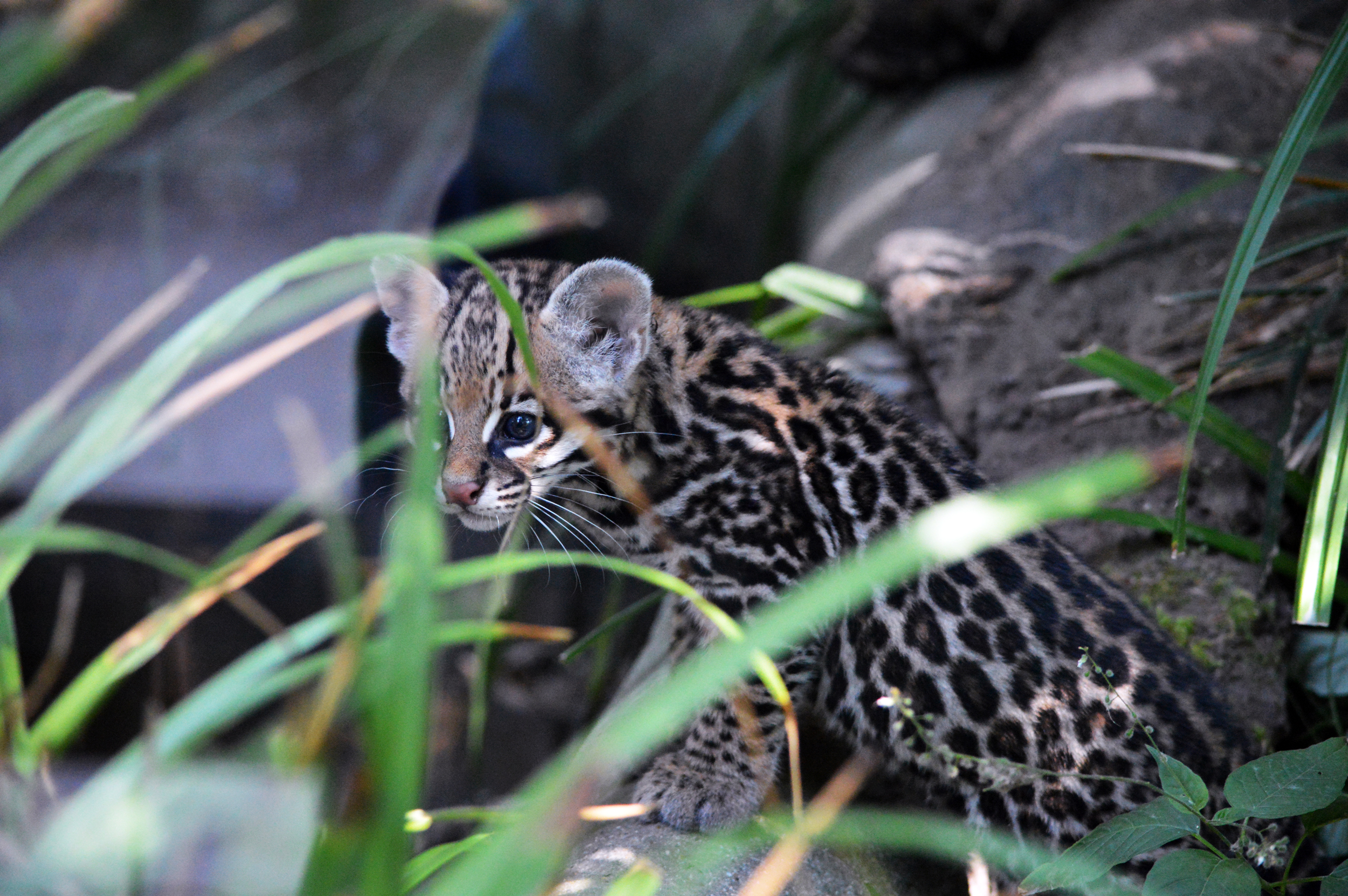
Ozelot, Jungtier
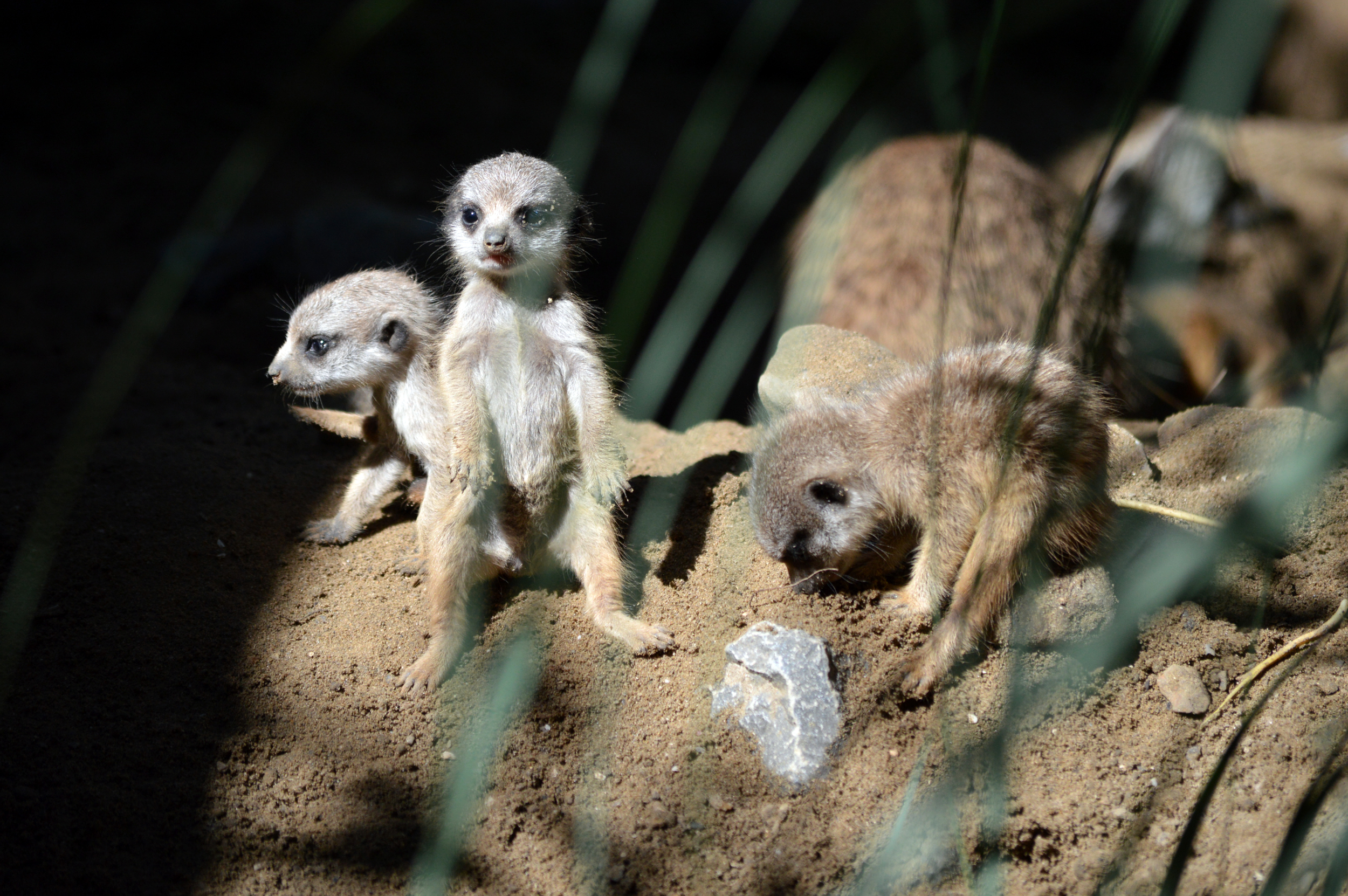
Surikate, Jungtiere

Für die Versorgung der Tiere werden individuelle Futterprogramme entwickelt, die von tierärztlichen Ernährungsberatern zusammengestellt werden. Pro Jahr werden durchschnittlich folgende Futtermittel verwendet: 9,5 t Fisch, 4,9 t Fleisch, 3600 Heuschrecken, 72 t Heu, 52 t Obst und Gemüse, 7,5 t Trockenfutter und Samen sowie 2500 Eier.
Da der Zoo auf einem ehemaligen Botanischen Garten angelegt wurde, befinden sich weiterhin etwa 150 Pflanzenarten und ein großes Feuchtgebiet mit hundertjährigen Bäumen auf dem Gelände. Es ist ein Anliegen der Verwaltung, diese botanische Vielfalt zu erhalten, auch weil darin eine reichhaltige heimische Fauna frei lebt. Bei einer vom Verein Picardie Nature durchgeführten Zählung wurden fast 100 Tierarten erfasst, davon allein 30 Vogel- und 8 Fledermausarten, außerdem Nagetiere, Amphibien, Reptilien, Insekten und Spinnentiere. Ein Drittel davon ist derzeit in Frankreich geschützt.

## Arterhaltungs-, Schutz- und Sonderprogramme
Im Jahr 2022 beteiligte sich der Biopark an 28 Ex-situ-Programmen sowie neun In-situ-Programmen zur Erhaltung der Artenvielfalt. Das Hauptziel besteht darin, genetisch lebensfähige Populationen zu etablieren, um eine zukünftige Wiedereinführung in die natürliche Umwelt vorzubereiten. Zum Schutz von frei lebenden heimischen Fledermausarten wurde 2017 auf dem Gelände ein Fledermaushaus errichtet.
Der Zoo fördert auch die Verbindungen, die zwischen verschiedenen kulturellen Formen und der  Natur bestehen. Seit vielen Jahren werden diesbezügliche Theater-, Tanz- und Musikveranstaltungen sowie Skulpturenausstellungen organisiert. Dabei steht die Suche nach möglichen Brücken zwischen Kunst und Wissenschaft im Vordergrund.

## Bilder
Die nachfolgende Bildauswahl zeigt einige Primaten aus dem Bestand des Zoo d'Amiens. 

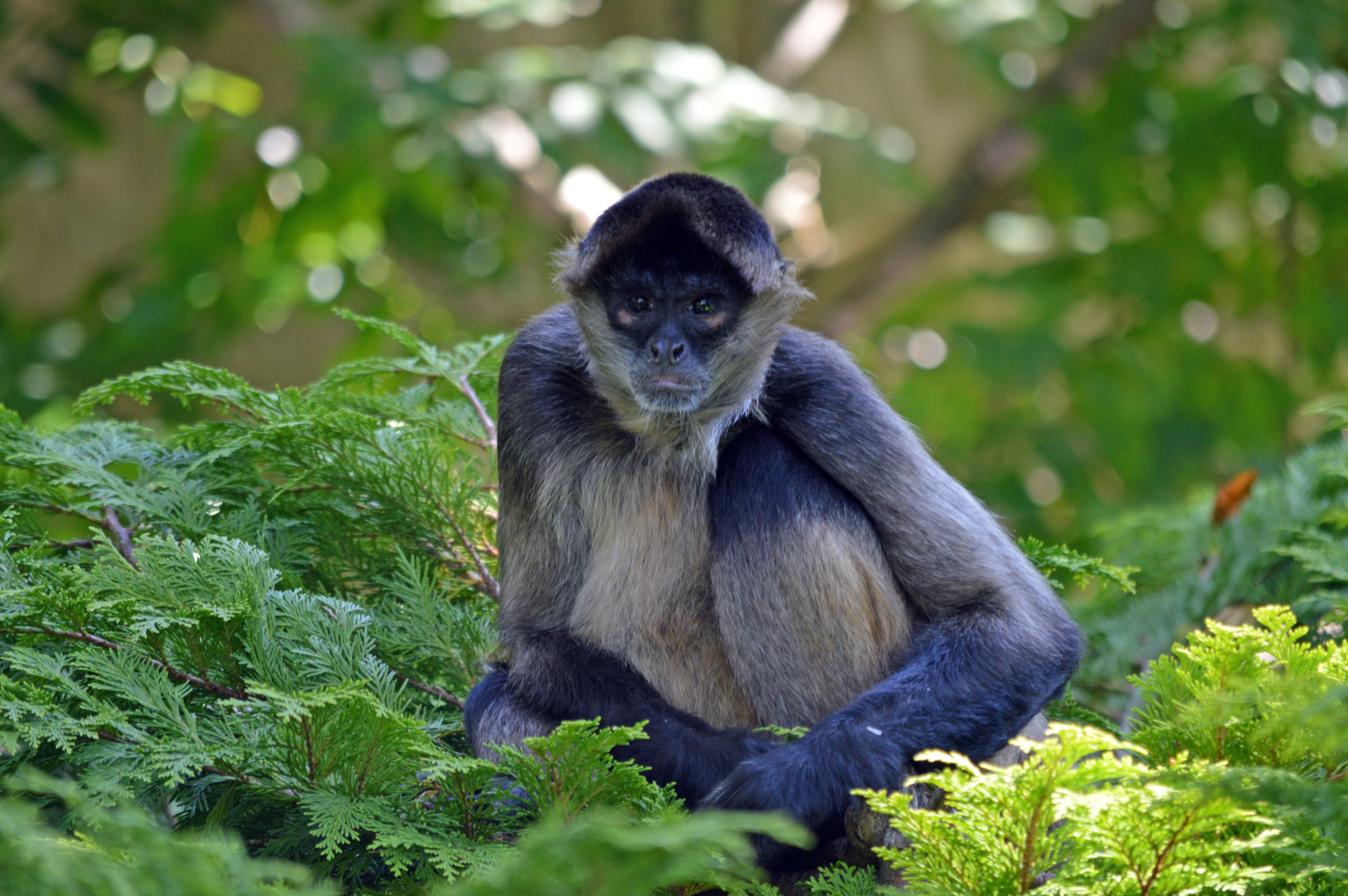
Geoffroy-Klammeraffe
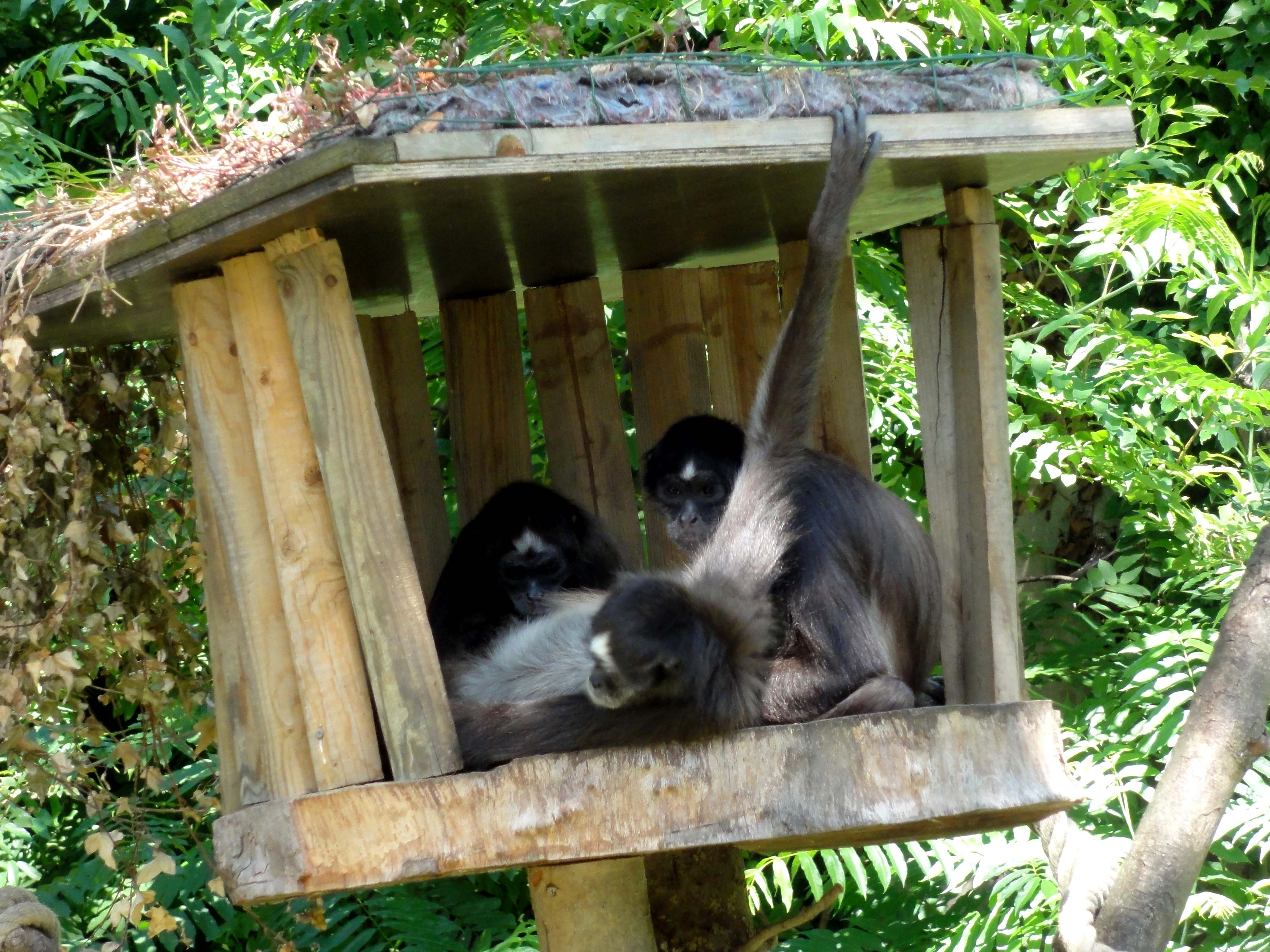
Braune Klammeraffen
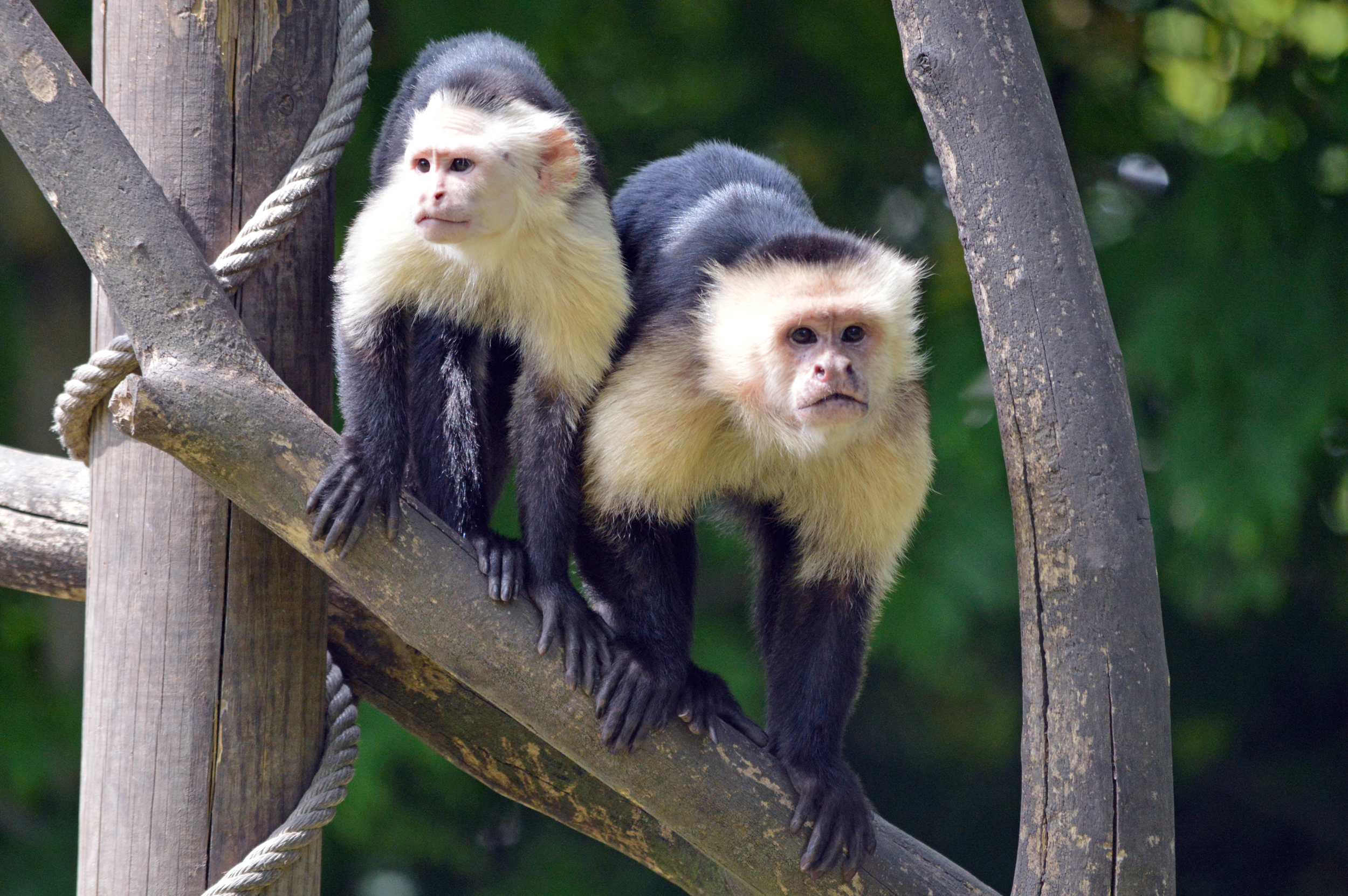
Weißschulter-Kapuzineraffen
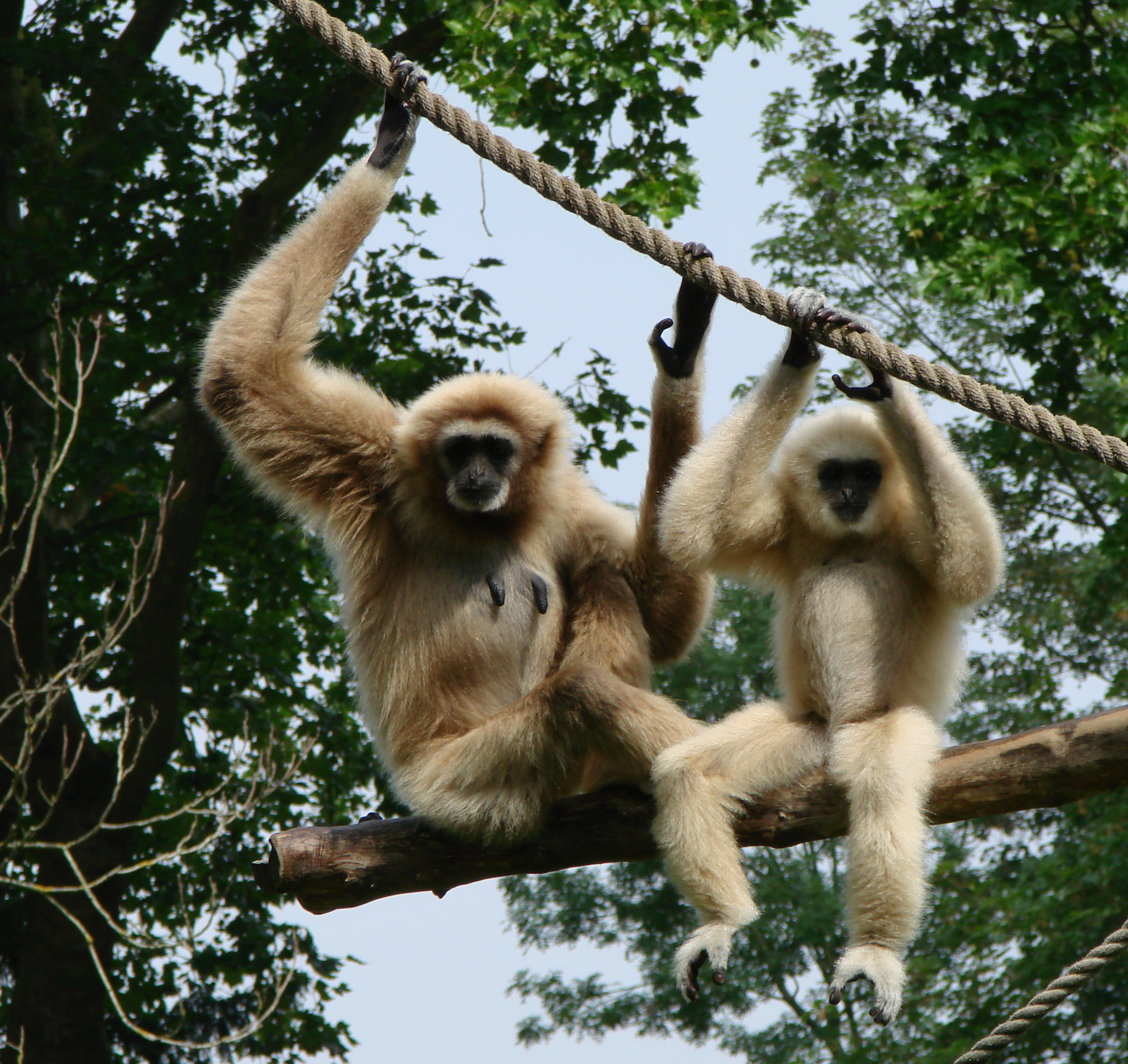
Weißhandgibbons
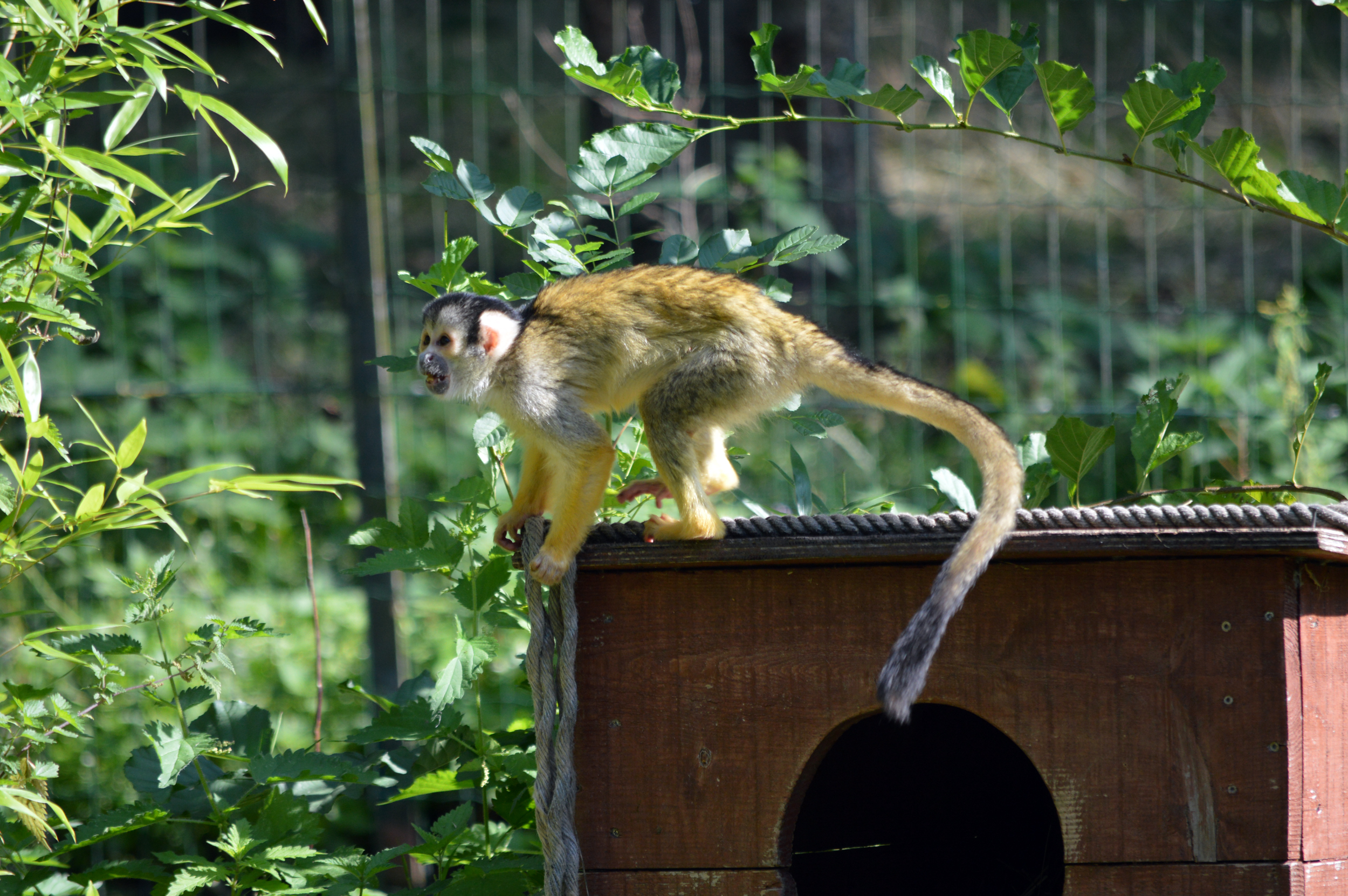
Dunkler Totenkopfaffe
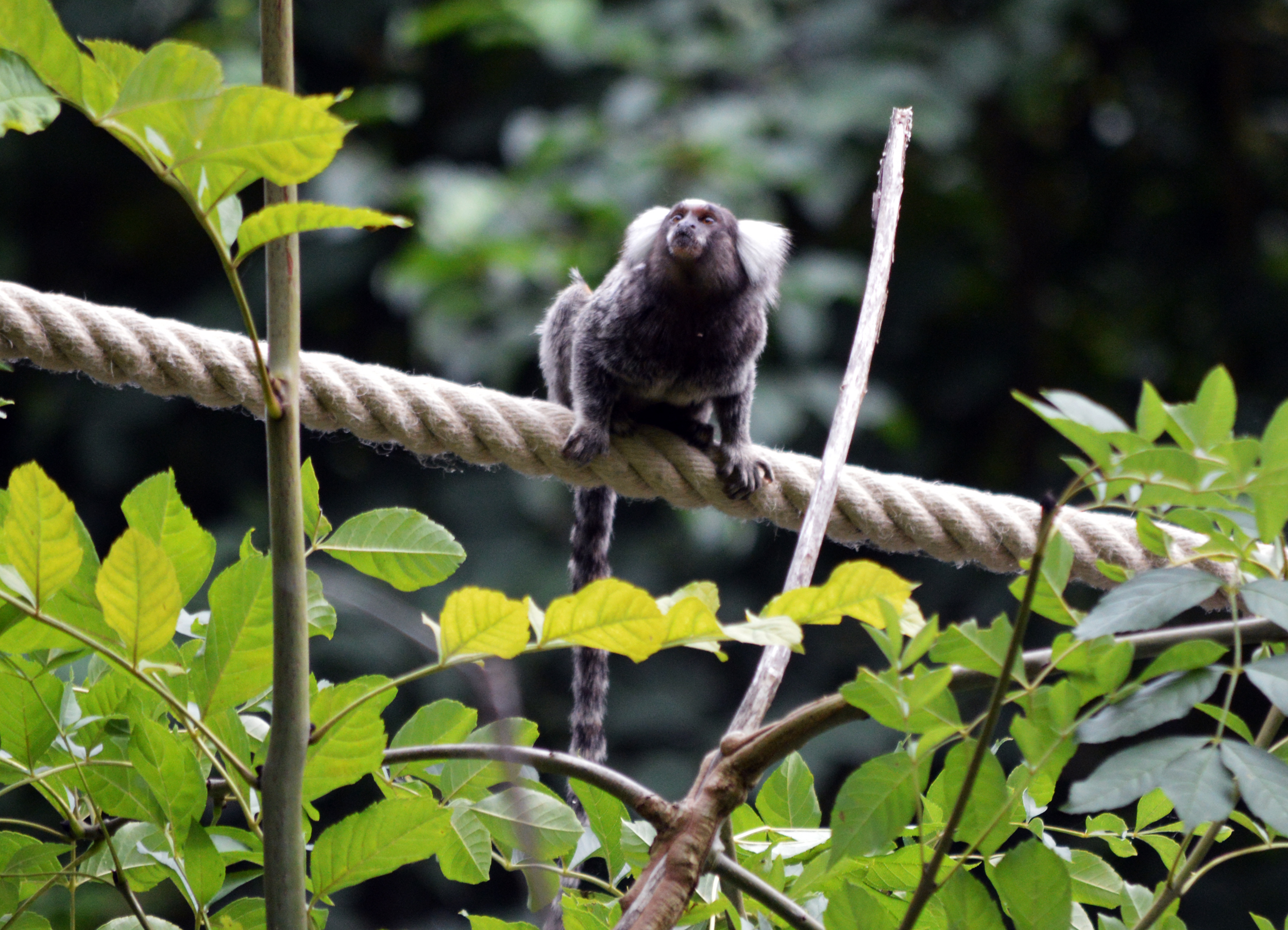
Weißbüschelaffe
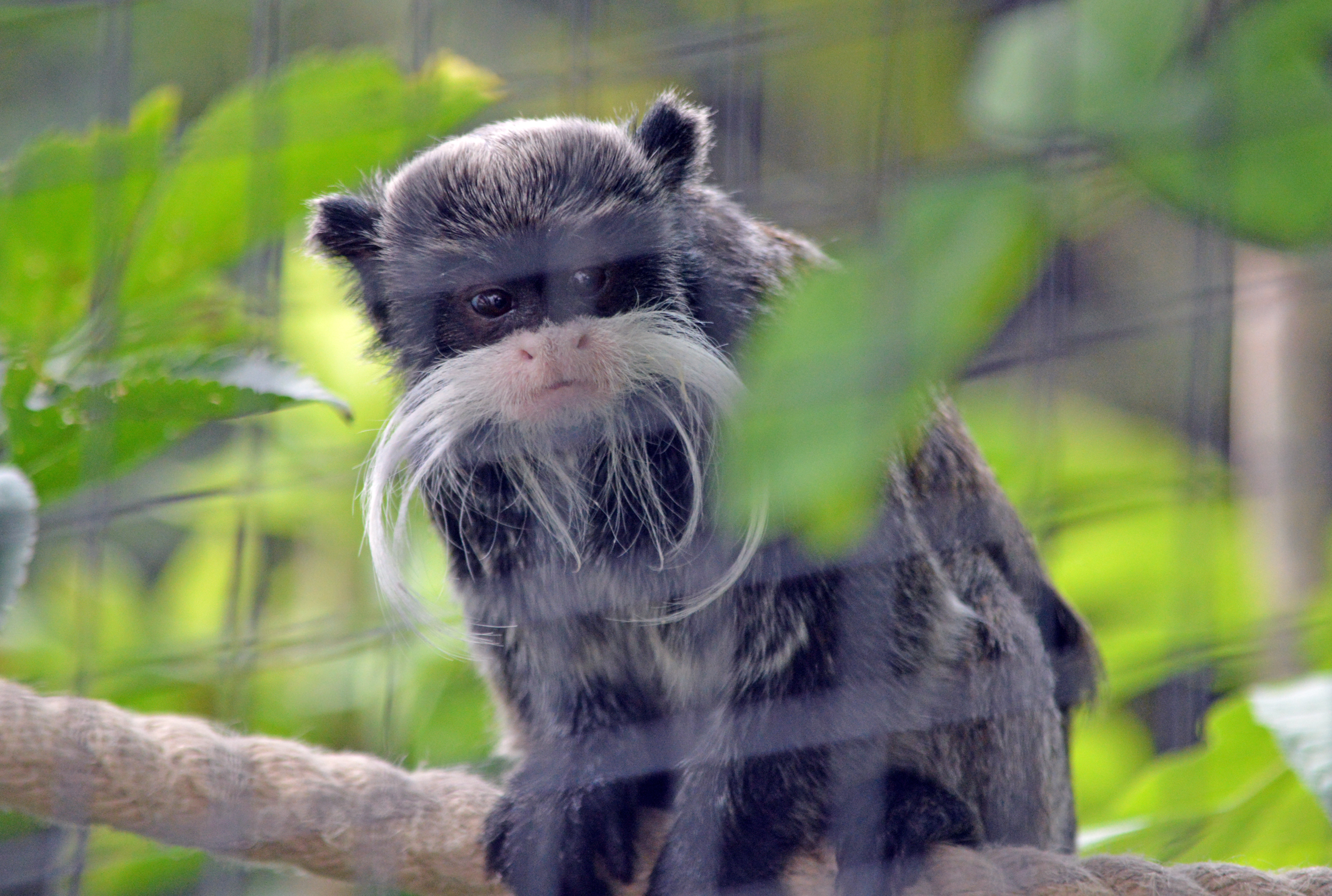
Kaiserschnurrbarttamarin
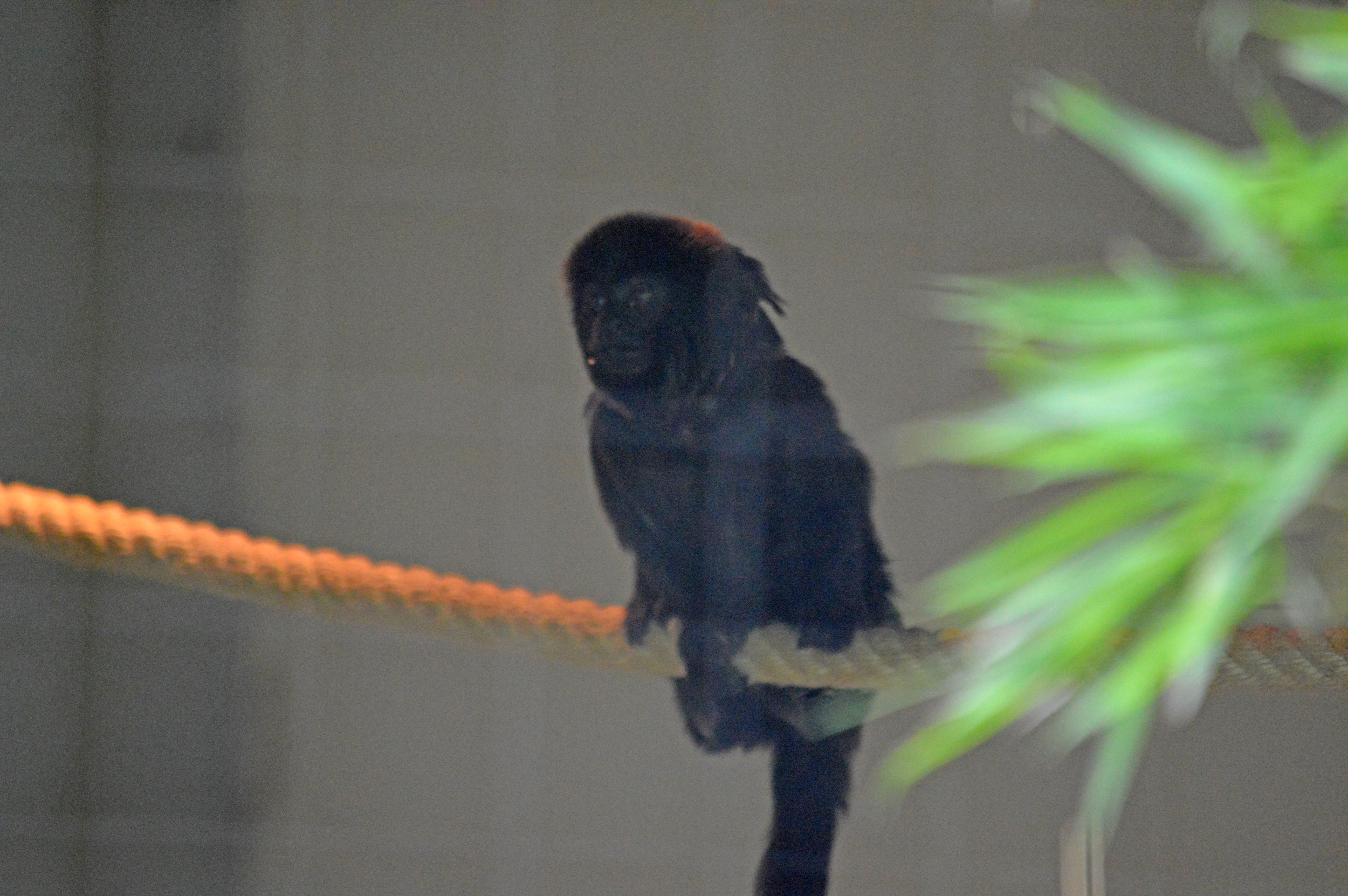
Springtamarin
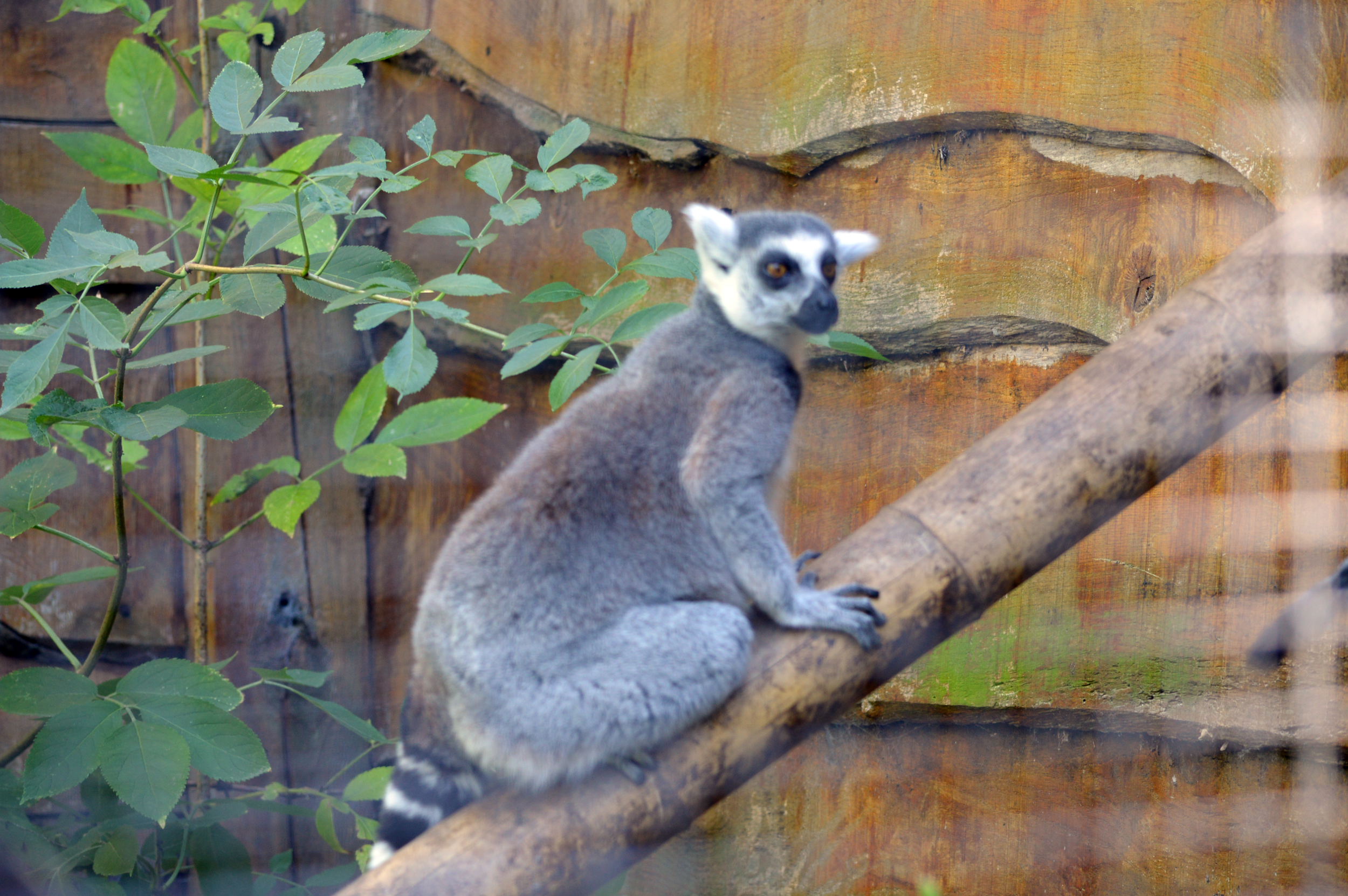
Katta
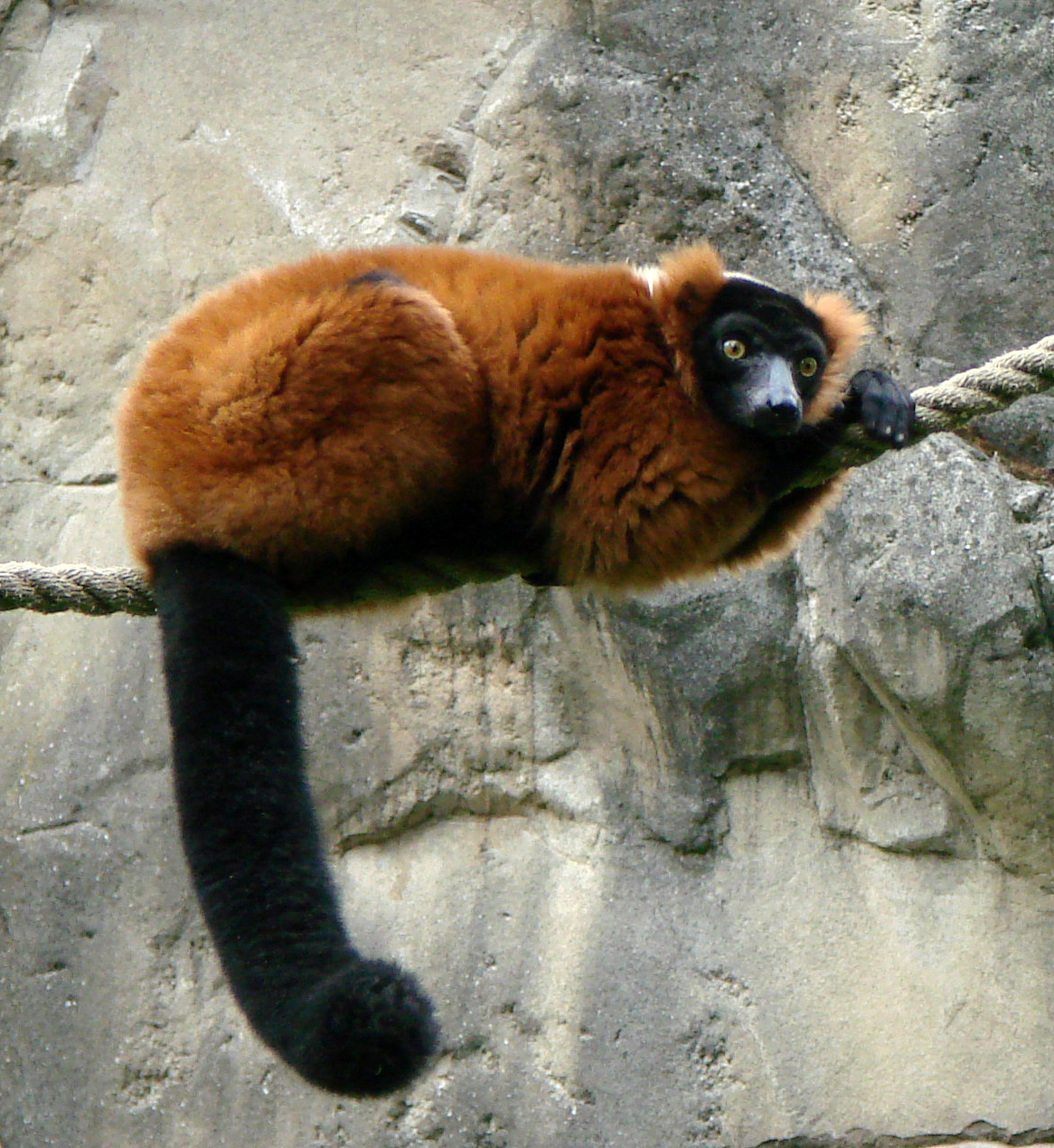
Roter Vari
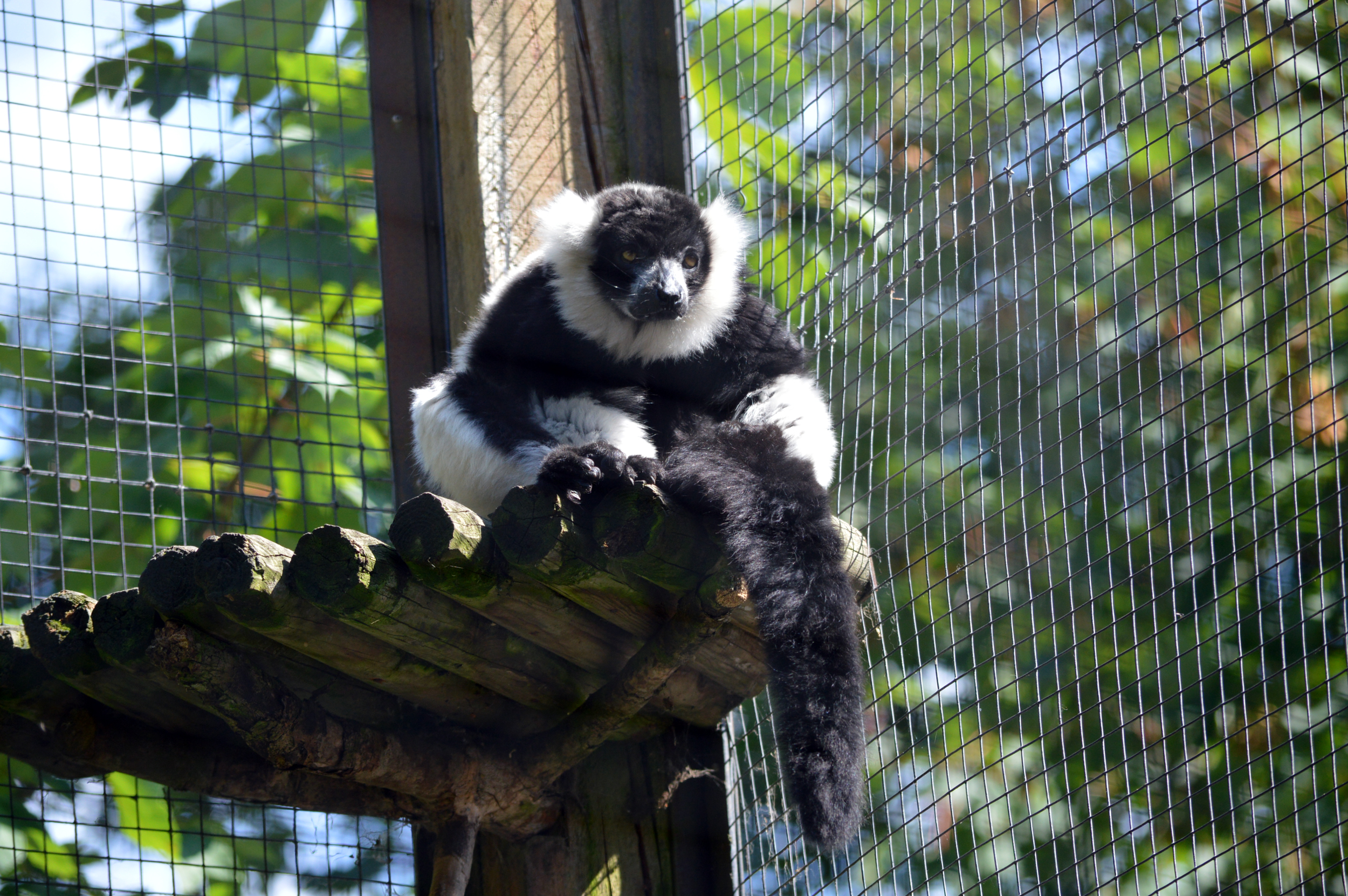
Schwarzweißer Vari